# Maracanda amoena
Maracanda amoena är en insektsart som beskrevs av Mclachlan in Fedchenko 1875. Maracanda amoena ingår i släktet Maracanda och familjen myrlejonsländor. Inga underarter finns listade i Catalogue of Life.